# 12101 Trujillo
12101 Trujillo eller 1998 JX2 är en asteroid i huvudbältet som upptäcktes den 1 maj 1998 av LONEOS vid Anderson Mesa Station. Den är uppkallad efter den amerikanska astronomen Chad Trujillo.
Asteroiden har en diameter på ungefär 7 kilometer och den tillhör asteroidgruppen Eos.